# Monk.E
 (août 2025).
Monk.E, de son nom d'origine David Desharnais-Yergeau, né le 15 juin 1982 à Drummondville, est un graffeur, rappeur, producteur et globe-trotteur québécois. Artiste multidisciplinaire aujourd'hui installé à Montréal, il est connu à l'international pour ses peintures urbaines et ses albums de hip-hop. Il est un des fondateurs du collectif hip-hop K6A québécois.
Son nom d'artiste Monk.E signifie le moine de l'énergie. Le E est emprunté à la célèbre formule mathématique E = mc2 d’Albert Einstein.

## Biographie
David Desharnais-Yergeau, futur Monk.E, naît le 15 juin 1982 à Drummondville au Québec. Il grandit dans une famille chrétienne traditionnelle francophone et s'intéresse dès son plus jeune âge à l'art. À l'âge de six ans, ses parents adoptent une orpheline haïtienne.
D'une mère artiste, il commence dès son enfance à dessiner et écrire des poèmes. Il s'exerce d'abord à la bande dessinée en réalisant des scripts qui accompagnent ses dessins. Ce n'est qu'à l'adolescence qu'il découvre le hip-hop à Montréal où il déménage après avoir passé le début de sa vie à Drummondville. C'est dans la métropole québécoise qu'il démarre sa carrière professionnelle, dans le quartier d'Hochelaga-Maisonneuve.
Son nom d'artiste Monk.E signifie «le moine de l'énergie». Le E est emprunté à la célèbre formule mathématique E = mc2 d’Albert Einstein.
À l'âge de 19 ans, Monk.E est choisi pour représenter le Québec à un festival mural à Sao Paulo. À la recherche d'inspiration, il réalise de nombreux voyages qui alimentent sa pratique artistique et réalise des fresques aux endroits qu'il visite. En 2022, il réalise une murale à Dakar en hommage à l'artiste Karim Ouellet, décédé à Montréal, alors que Monk.E était au Sénégal, son pays natal. En parallèle de sa carrière de peintre, il continue la musique et sort de nombreux albums de hip-hop.
En 2021, il réalise le documentaire Retour au bercail au titre éponyme de son œuvre murale la plus importante qui se trouve sur la promenade de la Rivia dans sa ville d'origine.
Au cours de sa carrière, il peint pour Walt Disney et participe à de nombreuses expositions, aussi bien au Québec qu'à l'international. En effet, il est choisi pour être l'artiste Canadien représenté au Musée Picasso à Paris. Sur la scène musicale, il se produit au Club Soda et à des évènements tels que les FrancoFolies et les éditions du WordUP.
Par ailleurs, il participe à des activités pédagogiques comme lorsqu'il se rend à l'école Jean-Raimbault pour réaliser une murale avec des élèves volontaires dans le cadre d’un projet d’arts visuel au printemps 2025.
Refusant de dépendre de subventions culturelles, Monk.E est un artiste souverain qui est autofinancé par sa peinture. Il vit de son art depuis l'âge de 17 ans.

## Carrière artistique

### Hip-hop
Monk.E est une figure majeure du paysage hip-hop québécois. Il est un des membres fondateurs du collectif hip-hop K6A. Il a représenté le Canada à «End of the Weak», une compétition d'improvisation hip-hop reconnue à travers le monde. Il est également le seul artiste francophone qui a collaboré avec l'artiste Kendrick Lamar pour sa chanson «Heaven Help Dem».
L'artiste rappe principalement en français, sa langue natale. Les paroles de ses chansons contiennent des métaphores, des seconds degrés et des doubles sens. Chacun de ses albums repose sur un concept philosophique et est un projet en collaboration avec un compositeur. Dans sa discographie, on retrouve[style à revoir] Sculpteur d'étoiles, Chromaship ou encore Le gris imperial. En 2022, il avait enregistré 21 albums de rap au total. Son dernier album Le fou est sorti en juin 2025.

### Art urbain

#### Style
Ses œuvres sont caractérisées par des messages forts. Il se voit comme un alchimiographiste (alchimiste de la peinture) qui cherche à donner vie à des endroits grâce à des couleurs harmonieuses. Ses travaux réunissent souvent l'Homme et la nature. Son style s'inspire du surréalisme, du graffiti, et de la calligraphie. 

#### Œuvres
En 2022, Monk.E avait réalisé 1300 murales partout dans le monde à son actif. À cela, il faut ajouter ses œuvres sur toile et objets divers. Parmi ses fresques murales, on retrouve Alexia's Oracle, Le cycle de la pollinisation, ou encore La Saveur du temps. Certaines de ses œuvres sur toile sont exposées à la galerie d'art L'Original à Montréal.
Retour au bercail, est la fresque murale la plus importante de sa carrière pour sa superficie et la place qu'elle occupe dans son cœur. Située sous le pont des Voltigeurs de l’autoroute 20 à la promenade Rivia de Drummondville, elle est composée de reproduction de photos de ses voyages à travers le monde.

## Voyages
L'artiste Monk.E s'inspire beaucoup de ses voyages pour réaliser ses fresques murales et albums de hip-hop. Il réalise son premier voyage au Brésil en 2002, mais a également vécu au Mexique. Sa destination de prédilection est le continent africain, qu'il foule la première fois en 2014 en Ouganda. Au cours de ses séjours à l'étranger, il apprend de nouvelles techniques qui nourrissent son art.